# Капрарико Вало (Матера)
Капрарико Вало (итал. Caprarico Vallo) је насеље у Италији у округу Матера, региону Базиликата.
Према процени из 2011. у насељу је живело 62 становника. Насеље се налази на надморској висини од 132 м.